# آيت ميحيا (تبانت)
آيت ميحيا هي إحدى مشيخات المملكة المغربية، تتبع جغرافيا لإقليم أزيلال وإداريًا لتبانت. يقدر عدد سكانها بـ 1914 نسمة حسب الإحصاء الرسمي للسكان والسكنى لسنة 2004.